# 斯托羅日夫卡
49°29′23″N 38°2′55″E / 49.48972°N 38.04861°E
斯托羅日夫卡（烏克蘭語：Сторожівка）是位於烏克蘭東部的村莊，由盧甘斯克州斯瓦托韋區的科洛梅奇哈市鎮負責管轄。該村始建於1845年，面積0.48平方公里，海拔高度136米，2001年人口51，人口密度每平方公里105.6人。